# Hadja Lahbib
Pour les articles homonymes, voir Lahbib.
Hadja Lahbib, née le 21 juin 1970 à Boussu, est une journaliste et femme politique belge, membre du Mouvement réformateur (MR). Elle occupe le poste de ministre fédérale belge des Affaires étrangères à partir de 15 juillet 2022, qu'elle quitte pour devenir commissaire européenne le 1er décembre 2024.

## Jeunesse et famille
Hadja Lahbib naît en 1970 à Boussu, dans une famille kabyle algérienne. Si ses parents sont musulmans pratiquants, elle se dit davantage attirée par le bouddhisme.

## Carrière médiatique
Hadja Lahbib est diplômée en journalisme de l'université libre de Bruxelles et a travaillé pour la Radio-télévision belge de la Communauté française (RTBF). Elle a notamment été envoyée spéciale en Afghanistan et au Moyen-Orient, et a présenté pendant deux décennies le journal télévisé.
En mai 2013, elle présente en duo avec Patrick Leterme la finale du Concours Reine Élisabeth mais refuse explicitement de mentionner la nationalité israélienne du premier prix Boris Giltburg. Elle est désignée en février 2021, en binôme avec l'ex-directeur du théâtre royal flamand de Bruxelles Jan Goossens, comme chargée de mission pour préparer la candidature de Bruxelles au titre de capitale européenne de la culture en 2030.

## Ministre fédérale des Affaires étrangères

### Nomination
Le 15 juillet 2022, Hadja Lahbib est choisie par le président du Mouvement réformateur (MR), Georges-Louis Bouchez, pour remplacer Sophie Wilmès au poste de ministre fédérale belge des Affaires étrangères, des Affaires européennes et du Commerce extérieur, et des Institutions culturelles fédérales dans le gouvernement d'Alexander De Croo. Elle est nommée par, puis prête serment devant le roi Philippe, le même jour. Elle adhère au Mouvement réformateur en novembre 2022, après que Georges-Louis Bouchez lui a formulé cette demande, à la suite d'une entrevue sur la Radio-télévision belge de la Communauté française (RTBF), où elle se disait « ni de gauche ni de droite » et précisait que personne ne lui avait demandé de rejoindre le MR. Elle s'inscrit à la section de Schaerbeek.
Sa nomination, considérée notamment en Flandre comme un surprenant « parachutage » en raison du manque de parcours politique et d’assise électorale, suscite quelques crispations auprès du gouvernement et d'une partie de l'opinion publique ukrainiens, puisque sa visite de la Crimée l'année précédente via un visa russe constitue une violation du droit ukrainien,. Georges-Louis Bouchez, président du MR, souligne qu'elle était son « premier et unique choix », évoquant un « parcours méritocratique », et ajoutant qu'on peut « naître dans un coron de Boussu et devenir ministre des Affaires étrangères ». Selon Paris-Match, « le libéral a ainsi opté pour un visage à la fois familier et respecté ».
Elle joue un rôle de premier plan en 2023 dans les négociations de libération d'Olivier Vandecasteele,, travailleur humanitaire belge arrêté en février 2022 en Iran et effectivement libéré le 26 mai 2023.

### Aide à l'Ukraine
Le 26 novembre 2022, Hadja Lahbib se rend en visite à Kiev, aux côtés du Premier ministre, et y rencontre son homologue. C'était la première fois que le Premier ministre belge se rendait en Ukraine, depuis le 24 février et le début de l’invasion du pays par la Russie. Volodymyr Zelensky a remercié la Belgique pour le soutien que le pays a apporté à l'Ukraine.
En septembre 2023, le MR, à travers la voix de Hadja Lahbib et David Clarinval, demande à la Défense de réexaminer la possibilité de livrer des F-16 à l’Ukraine. Hadja Lahbib explique : « La meilleure façon de protéger la Belgique, c’est d’envoyer des F-16 en Ukraine,. »
En mai 2024, lors de la visite du président ukrainien Volodymyr Zelensky en Belgique, la ministre des Affaires étrangères annonce l’envoi de 30 avions de combat F-16 d’ici 2028.

### Controverses

#### Voyage en Crimée en tant que journaliste
En juillet 2021, Hadja Lahbib est invitée en tant que journaliste à la RTBF par l'association culturelle « Les saisons russes » à assister à un festival en Crimée, où elle se rend avec un visa délivré par la Russie. Elle y réalise un reportage radiophonique. Le sujet ne donne la parole qu'à des interlocuteurs favorables à la Russie et le problème de l’annexion est totalement évacué. Quelques jours après sa nomination en tant que ministre des Affaires étrangères, ce voyage en Crimée a suscité la polémique. La ministre des Affaires étrangères était par ailleurs aussi la cible de trolls ukrainiens extrêmement mordants et combatifs depuis le début des hostilités à l'est de l’Europe.
À l'époque, ce billet est passé complètement inaperçu. « Ce documentaire n’avait d'ailleurs jamais vu le jour et n’a même pas fait l’objet d’un pré-montage », a déclaré Hadja Lahbib au moment de la polémique. Selon l'entourage d'Hadja Lahbib, le documentaire envisagé avait été abandonné devant l’absence de garanties d’indépendance et notamment devant la demande russe de financer tout le voyage et de mettre un cadreur à « disposition ». Hadja Lahbib avait uniquement tiré un billet radio du repérage. Des affirmations confirmées par la RTBF.
Dans une lettre adressée au ministre ukrainien des Affaires étrangères le 28 juillet 2022, Hadja Lahbib exprime son soutien à l'Ukraine et qualifie d'« illégale » l'occupation de la Crimée par la Russie.
Une polémique est créée autour de ce voyage et les possibles conséquences pour les relations diplomatiques entre la Belgique et l'Ukraine. Selon le service public audiovisuel flamand (VRT), une source gouvernementale ukrainienne de confiance leur aurait indiqué, une semaine plus tard, que rien ne garantit que Hadja Lahbib puisse se rendre à Kiev. Cette version est démentie par le ministre belge de la Justice, Vincent Van Quickenborne, selon qui la cheffe de la diplomatie belge a reçu une réponse au courrier du 28 juillet, de son homologue ukrainien, Dmytro Kouleba, ce qui en ferait l'interlocutrice des autorités de Kiev.
Le quotidien flamand De Standaard, qui a pu consulter cette lettre, est moins catégorique, indiquant que Dmytro Kouleba réclame des explications à Hadja Lahbib quant à son voyage en Crimée. Quelques jours plus tard, à la fin août, Hadja Lahbib rencontre Dmytro Kouleba lors d'une réunion européenne à Prague. Ils y discutent du voyage en Crimée. En septembre 2022, la ministre des Affaires étrangères rencontre son homologue, en marge de l'Assemblée générale des Nations unies à New York. « Nous attendons le bon moment pour nous rendre en Ukraine. Nous ne voulons pas partir les mains vides », a déclaré Mme Lahbib après la réunion. La question du voyage n'a été abordée qu'au début de la conversation. « La réunion a été cordiale. [M. Kouleba] m'a dit que le message avait été bien reçu par le peuple ukrainien. On peut dire que l'incident, comme vous l'appelez, s'il y en a eu un, est clos », a conclu Hadja Lahbib.

#### Visas à des officiels iraniens et russes
Le 31 août 2022, lors d'une réunion à Prague du Conseil des affaires étrangères de l'Union européenne, elle s'oppose à une interdiction de visas aux citoyens de la fédération de Russie.
À la suite de la démission de Pascal Smet, secrétaire d'État de la région de Bruxelles-Capitale, en raison de l'accueil de délégations russe et iranienne lors d'une rencontre internationale dans la capitale, la députée de la Nieuw-Vlaamse Alliantie (N-VA) Darya Safai — qui avait dévoilé cette affaire — affirme que Hadja Lahbib doit elle aussi renoncer à ses fonctions car l'octroi de visas est une compétence fédérale. Ridouane Chahid, président du groupe du Parti socialiste (PS) au Parlement de la région de Bruxelles-Capitale, formule la même requête,,.
Selon une chronologie des événements établie par le journal L'Écho, plusieurs mails émanant du cabinet de Pascal Smet indiquent que Hadja Lahbib a autorisé l'octroi des visas. Interpellée lors des questions orales à la Chambre, le jeudi 15 juin 2023, la ministre des Affaires étrangères avait bien confirmé que les visas à territorialité limitée avaient été octroyés après les vérifications d’usage, notamment auprès des services de renseignement : « dès le mois de mars, mon administration a souligné qu’une telle visite […] n’est pas du tout opportune dans les circonstances actuelles. Il serait recommandable – et je cite mes services – de ne pas inviter ces 14 personnes. Je ne pense pas qu’on pouvait être plus clair ».
Lors d'une audition en commission, la ministre Lahbib et le Premier ministre mettent en avant un lien entre l'octroi des visas à la délégation iranienne et le contexte des négociations avec l’Iran pour obtenir la libération d’Olivier Vandecasteele et des autres otages. Alexandre De Croo a martelé que son gouvernement était contre l’envoi de ces invitations, mais qu’une fois qu’elles avaient été envoyées, il était difficile de faire marche arrière, car il y a encore un espoir d’obtenir d’autres libérations d’otages européens en Iran ou une amélioration de leurs conditions de détention.
Le 21 juin, confirmant des informations publiées par Le Soir et L'Avenir, le cabinet du Premier ministre fait savoir qu'il a été informé de l'octroi des visas par le cabinet de Hadja Lahbib et qu'il s'est « rangé à l’avis de la ministre des Affaires étrangères selon lequel la Belgique n’avait diplomatiquement pas d’autre choix que de délivrer un visa à la suite de l’envoi d’une invitation officielle du gouvernement bruxellois à Téhéran ».
Le Parti socialiste et Ecolo, membres de la majorité gouvernementale, estiment le lendemain que les explications données par Hadja Lahbib ne sont pas suffisantes, ce qui conduit à une nouvelle audition parlementaire, programmée le 26 juin. Selon des mails consultés par Le Soir, l'ambassade de Belgique en Iran a indiqué au service des visas du ministère des Affaires étrangères que l'Office des étrangers (ODE) du ministère de l'Intérieur s'était montré défavorable à l'octroi desdits visas, mais l'ODE a finalement donné son feu vert. Des sources diplomatiques citées par Le Soir indiquent l'avis de l'ODE n'était cependant plus nécessaire.

## Élections de 2024
Lors des vœux du Mouvement réformateur à Bruxelles en janvier 2024, le président du parti Georges-Louis Bouchez annonce que Hadja Lahbib sera candidate aux élections régionales du 9 juin suivant au Parlement de la région de Bruxelles-Capitale, en deuxième position sur la liste conduite par David Leisterh alors qu'elle était pressentie pour se présenter aux élections fédérales convoquées le même jour. À l'issue du scrutin, elle réalise la cinquième performance des voix de préférence en remportant 11 751 votes.
Le journal L'Écho révèle le 21 août 2024 qu'elle sera tête de liste d'un cartel entre le Mouvement réformateur et Les Engagés aux élections communales du 13 octobre suivant à Schaerbeek, défiant de facto le bourgmestre sortant au pouvoir depuis 2000, Bernard Clerfayt. Sa candidature est ratifiée, ainsi que l'entente entre les libéraux et les sociaux-libéraux, le lendemain. Après sa désignation comme candidate à la Commission européenne, elle renonce le 6 septembre à sa candidature au profit d'Audrey Henry, directrice de la communication du vice-Premier ministre sortant David Clarinval.

## Commissaire européenne
Le 2 septembre 2024, la future probable coalition Arizona nomme Hadja Lahbib candidate au poste de commissaire européenne. Il avait été convenu par les différents partis de la coalition que le MR nommerait le candidat belge au poste. Si le nom de Didier Reynders, candidat à sa succession, a, dans un premier temps, circulé dans la presse, le MR décide finalement de nommer la ministre des Affaires étrangères sortante. Sa candidature correspondait à une demande expresse de la présidente de la Commission Ursula von der Leyen, désireuse de se voir proposer des femmes par les gouvernements des États membres. Elle continue d'occuper ce poste ainsi que la tête de liste à Schaerbeek aux élections communales de 2024, en attendant sa désignation officielle. Selon Le Soir, von der Leyen aurait accueilli favorablement le profil spécifique d'Hadja Lahbib, femme, issue de la diversité et plutôt au centre de l’échiquier politique.
Cette nomination est critiquée par plusieurs éditorialistes flamands. Dans Het Nieuwsblad, la carrière de Hadja Lahbib est décrite comme « un parcours semé d'embûches » et sa nomination comme une « nouvelle blague belge » tandis que dans De Morgen sa nomination est qualifiée de « discutable » en raison d'un « mandat raté ».
Le 17 septembre 2024, elle est proposée par Ursula Von der Leyen comme commissaire européenne de l'aide humanitaire, de la préparation et de la gestion de crise et à la protection civile. Elle obtient le poste et prend fonction le 1er décembre 2024,. Bernard Quintin la remplace à son poste ministériel.

## Distinctions
- Citoyenne d'honneur de Liège (2011)[54]
- Bruxellois de l’année dans la catégorie société (2013)[55]

## Filmographie
- 2007 : Afghanistan, le choix des femmes (55 min) : portrait de deux grandes figures féminines du paysage afghan. Présélectionné pour le prix Albert-Londres. A partir de ce film, elle crée une exposition photo qu’elle exposera dans plusieurs villes, avant de la ramener à Kaboul, où elle projette le film en présence des principaux personnages : la gouverneur de Bamyan et la commandante Kaftar[56].
- 2008 : Le cou et la tête (26 min) Documentaire sur le village de femmes Umoja dans le nord du Kenya.
- 2014 : Patience, patience, t'iras au paradis ! (85 min). Prix Iris Europa Award 2015 (récompense le meilleur programme de télévision de l'année sur le sujet de la diversité culturelle.)